# Germany’s Next Topmodel/Staffel 12
Die zwölfte Staffel der deutschen Castingshow Germany’s Next Topmodel wurde zwischen dem 9. Februar und dem 25. Mai 2017 auf dem Privatsender ProSieben ausgestrahlt. Das Finale fand in der König-Pilsener-Arena in Oberhausen statt. Als Siegerin wurde Céline Bethmann gekürt, Zweite wurde Serlina Hohmann vor Romina Brennecke und Leticia Wala-Ntumba.

## Überblick
Im August und September 2016 gab es Castingtermine in neun Städten. Am 19. und 22. Oktober gab es erneut Castings in Köln und München, bei denen sich Bewerberinnen den Juroren Michael Michalsky und Thomas Hayo vorstellten. Diese entschieden, welche davon sie in ihr Team aufnahmen. Wollten beide Juroren eine Bewerberin aufnehmen, durfte diese sich für einen Juror entscheiden. Die so entstandenen Teams bestanden aus 25 (Hayo) und 26 (Michalsky) Teilnehmerinnen. Anschließend stellten die Juroren ihre Kandidatinnen auf dem Flughafen Kassel-Calden Heidi Klum vor, die 26 von ihnen für die Endrunde auswählte. Darüber hinaus nahmen die Juroren die Möglichkeit wahr, je eine von Klum abgelehnte Teilnehmerin im Team zu behalten. In der zweiten Episode flogen die 28 Endrundenteilnehmerinnen von Kassel aus nach Marseille, von wo aus sie mit dem Kreuzfahrtschiff Astoria in See stachen und in Mallorca, Menorca und Barcelona Halt machten. Nach einem kurzen Aufenthalt in Barcelona flogen die Kandidatinnen in Episode vier nach Los Angeles, wo eine Modelaspirantin das Umstyling ablehnte und sich verabschieden musste. Als Neuerung gab es in den Episoden 3, 4 und 14 ein „Shoot Out“. Dazu hatte Heidi Klum in den Episoden 2, 3 und 13 jeweils zwei „Wackelkandidatinnen“ benannt. Die Verliererinnen des Vergleichs verließen unmittelbar danach die Sendung. Als Catwalk-Trainer fungierten in dieser Staffel Nikeata Thompson (Team Michalski) und Mac Folkes (Team Hayo).
Im Finale der Show am 25. Mai 2017 traten unter anderem Robin Schulz mit James Blunt, Beth Ditto und Helene Fischer als auf. Siegerin des Wettbewerbs wurde die 18 Jahre alte und 1,81 Meter große Bethmann. Sie erhielt einen Vertrag mit der Modelagentur ONEeins fab Management, ein Auto sowie ein Preisgeld von 100.000 Euro. Anfang September 2017 beendete Bethmann die Zusammenarbeit mit der Agentur ONEeins fab Management. Die Anwälte der Agentur wiesen die Kündigung zurück.
| Folge | Modeljob für  | Kurzbeschreibung                           |
| ----- | ------------- | ------------------------------------------ |
| 5     | Celine        | Shape Magazine                             |
| 6     | Greta         | Kaviar Gauche                              |
| 7     | Sabine        | Joy Magazine                               |
| 8     | Brenda Carina | Maybelline New York (Berlin Fashion Week)  |
| 8     | Anh           | Lana Mueller Couture (Berlin Fashion Week) |
| 8     | Romina Sabine | Marcel Ostertag (Berlin Fashion Week)      |
| 8     | Serlina       | About You                                  |
| 9     | Sabine        | as much again Lookbook                     |
| 10    | Leticia       | Refinery29                                 |
| 12    | Carina        | Opel                                       |
| 13    | Celine        | Gillette Venus                             |

## Teilnehmerinnen
| Finalistinnen der 12. Staffel *                           | Finalistinnen der 12. Staffel * | Finalistinnen der 12. Staffel * | Finalistinnen der 12. Staffel * | Finalistinnen der 12. Staffel *                 | Finalistinnen der 12. Staffel * |
| Teilnehmerin                                              | Platz                           | Alter                           | Wohnort                         | Beruf                                           | Team                            |
| --------------------------------------------------------- | ------------------------------- | ------------------------------- | ------------------------------- | ----------------------------------------------- | ------------------------------- |
| Céline Bethmann                                           | 1                               | 18                              | Koblenz                         | Schülerin                                       | Hayo                            |
| Serlina Hohmann**                                         | 2                               | 22                              | Koblenz                         | Studentin                                       | Hayo                            |
| Romina Brennecke                                          | 3                               | 20                              | Hambrücken                      | Verkäuferin (Mode), Model                       | Michalsky                       |
| Leticia Wala-Ntumba***                                    | 4                               | 18                              | Ingolstadt                      | Schülerin                                       | Michalsky                       |
| 0 Endrundenteilnehmerinnen der 12. Staffel *              |                                 |                                 |                                 |                                                 |                                 |
| Teilnehmerin                                              | Platz                           | Alter                           | Wohnort                         | Beruf                                           | Team                            |
| Maja Manczak                                              | 5                               | 19                              | Geestland-Langen                | Schülerin                                       | Hayo                            |
| Lynn Petertonkoker                                        | 5                               | 18                              | Beckum                          | Auszubildende (Industriekauffrau)               | Hayo                            |
| Carina Zavline                                            | 7                               | 19                              | Paris                           | Studentin (Internationale Beziehungen)          | Michalsky                       |
| Anh-Phuong Dinh Phan**                                    | 8                               | 25                              | Berlin                          | Model, Servicekraft                             | Michalsky                       |
| Sabine Fischer                                            | 9                               | 23                              | München                         | Studentin (Tourismusmanagement)                 | Hayo                            |
| Brenda Hübscher                                           | 10                              | 23                              | Berlin                          | Versicherungskauffrau                           | Michalsky                       |
| Giuliana Radermacher                                      | 11                              | 20                              | Herbolzheim                     | —                                               | Michalsky                       |
| Soraya Eckes                                              | 12                              | 17                              | Sylt                            | Schülerin, Verkäuferin (Feinkostladen)          | Michalsky                       |
| Julia Steyns                                              | 13                              | 23                              | Trier                           | Studentin (Jura)                                | Michalsky                       |
| Greta Faeser****                                          | 14                              | 21                              | Hamburg                         | Hostess in einem Restaurant, Flugbegleiterin    | Hayo                            |
| Julia Fux                                                 | 15                              | 20                              | Reichenthal                     | Schülerin                                       | Hayo                            |
| Neele Bronst                                              | 16                              | 20                              | Hamburg                         | YouTuberin                                      | Hayo                            |
| Melina Budde                                              | 17                              | 19                              | Oberhausen                      | Auszubildende (Friseurin)                       | Michalsky                       |
| Deborah Lay                                               | 18                              | 21                              | Köln                            | Auszubildende (Technische Assistentin Kosmetik) | Michalsky                       |
| Aissatou Niang**                                          | 19                              | 18                              | Garching                        | Abiturientin                                    | Hayo                            |
| Helena Fritz****                                          | 20                              | 18                              | Nebikon                         | Schülerin                                       | Hayo                            |
| Kimberly Pereira                                          | 21                              | 18                              | Hamburg                         | Auszubildende (Sozialpädagogische Assistentin)  | Michalsky                       |
| Chaline Bang                                              | 21                              | 16                              | Stuhr                           | Schülerin                                       | Hayo                            |
| Milena Ziller                                             | 21                              | 18                              | Wendlingen am Neckar            | Studentin                                       | Michalsky                       |
| Claudia Fiedler**                                         | 24                              | 22                              | Pilsting-Harburg                | Friseurin, Bürokauffrau, Model                  | Michalsky                       |
| Victoria Wanke                                            | 25                              | 16                              | Friedrichshafen                 | Berufsschülerin                                 | Michalsky                       |
| Elisa Weihmann                                            | 25                              | 16                              | Königs Wusterhausen             | Schülerin                                       | Hayo                            |
| Saskia Mächler                                            | 27                              | 19                              | Dortmund                        | Cateringservice                                 | Michalsky                       |
| Christina Wiessner                                        | 27                              | 19                              | Holzkirchen                     | Studentin                                       | Hayo                            |
| * Stand der Angaben zu den Teilnehmerinnen: Staffelbeginn |                                 |                                 |                                 |                                                 |                                 |
| ** Im Shoot Out unterlegen                                |                                 |                                 |                                 |                                                 |                                 |
| *** Im Walk Off unterlegen                                |                                 |                                 |                                 |                                                 |                                 |
| **** Freiwillig ausgestiegen                              |                                 |                                 |                                 |                                                 |                                 |

## Einschaltquoten
| Folgen | Zeitraum                   | Sendeplatz            | Zuschauer        | Zuschauer     | Marktanteil      | Marktanteil   | Quelle |
| Folgen | Zeitraum                   | Sendeplatz            | Durchschnittlich | 14 – 49 Jahre | Durchschnittlich | 14 – 49 Jahre | Quelle |
| ------ | -------------------------- | --------------------- | ---------------- | ------------- | ---------------- | ------------- | ------ |
| 16     | 10. Februar – 25. Mai 2017 | Donnerstag, 20:15 Uhr | 2,64 Mio.        | 1,82 Mio.     | 8,7 %            | 16,6 %        | [ 6 ]  |